# Maršov
Maršov je obec v okrese Brno-venkov v Jihomoravském kraji. Rozkládá se v katastrálním území Maršov u Veverské Bítýšky, v Křižanovské vrchovině, na okraji přírodního parku Údolí Bílého potoka, zhruba 21 kilometrů severozápadně od Brna. Žije zde 532 obyvatel. Maršov sousedí na severozápadě s Braníškovem, na východě s Lažánkami a na jihu s osadou Šmelcovna, částí obce Javůrek.
Maršov je členem dobrovolného svazku obcí Mikroregion Bílý potok.

## Název
Jméno Maršov je odvozeno od vlastního jména Mareš (zdrobnělina od Martina), značilo tedy 'ves Marešovu' → Marešov → Maršov.

## Historie

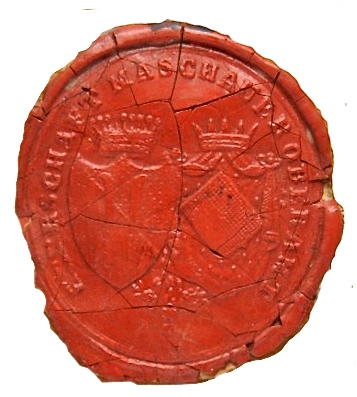
Pečeť správy katastru panství Maršov; v levé části je znak města Mikulov

Historie obce Maršov je spjata s historií deblínského panství, k němuž patřila. První písemná zmínka o Maršově se nalézá v listině vydané Gertrudou (Kedrutou) z Deblína dne 1. července 1299. Gertruda v ní daruje celé deblínské panství řádu německých rytířů a připojen je i výčet obcí – Maršov je uveden jako Marschau. Gertruda si ovšem vymiňuje značně vysokou doživotní rentu a snad i díky událostem dalších let se řád německých rytířů panství nakonec nikdy neujal. Po dalších asi 200 roků patří panství i s Maršovem pánům z Lomnice a nakonec je roku 1466 odkupuje královské město Brno.
K roku 1406 je v zemských deskách zaznamenána podoba názvu Marssowa.
Po vzniku okresů (1850) Maršov spadal do působnosti okresu Tišnov, později okresu Brno-venkov.
Roku 1866 v Maršově začala řádit cholera a většina obyvatel zemřela (jenom mužů zemřelo přes 80 %).
Roku 1906 (nebo 1908)[zdroj?] bylo mezi Maršovem a Lažánkami – poblíž lokality „Šachty“ – nalezeno bohaté ložisko kaolinu – v hloubce asi osm metrů pod povrchem. Pro svoz kaolinu Baťa v roce 1911 nechal postavit lanovou dráhu do Veverské Bítýšky a odtud přepravě měla sloužit souběžně budovaná železniční trať do Kuřimi. Do lomu často tekla podzemní voda a tak v lednu 1932 se těžba zastavila.[zdroj?] Z bývalého lomu vzniklo jezero, do kterého v roce 1945 němečtí vojáci sházeli vojenskou techniku včetně tanku Steyer, který byl roku 1954 vytažen a několik let poté využívali tank tišnovští hasiči. Kaolinové jezero je v soukromém vlastnictví.

## Obyvatelstvo
| Rok            | 1869 | 1880 | 1890 | 1900 | 1910 | 1921 | 1930 | 1950 | 1961 | 1970 | 1980 | 1991 | 2001 | 2011 | 2021 |
| -------------- | ---- | ---- | ---- | ---- | ---- | ---- | ---- | ---- | ---- | ---- | ---- | ---- | ---- | ---- | ---- |
| Počet obyvatel | 531  | 648  | 637  | 625  | 638  | 640  | 567  | 531  | 575  | 529  | 467  | 428  | 448  | 475  | 526  |
| Počet domů     | 80   | 91   | 92   | 101  | 110  | 113  | 122  | 131  | 132  | 134  | 134  | 161  | 163  | 171  | 184  |

Vývoj počtu obyvatel

## Obecní správa

### Obecní symboly
Znak a vlajka byly obci uděleny rozhodnutím předsedy Poslanecké sněmovny Parlamentu České republiky dne 9. října 2007.

## Pamětihodnosti

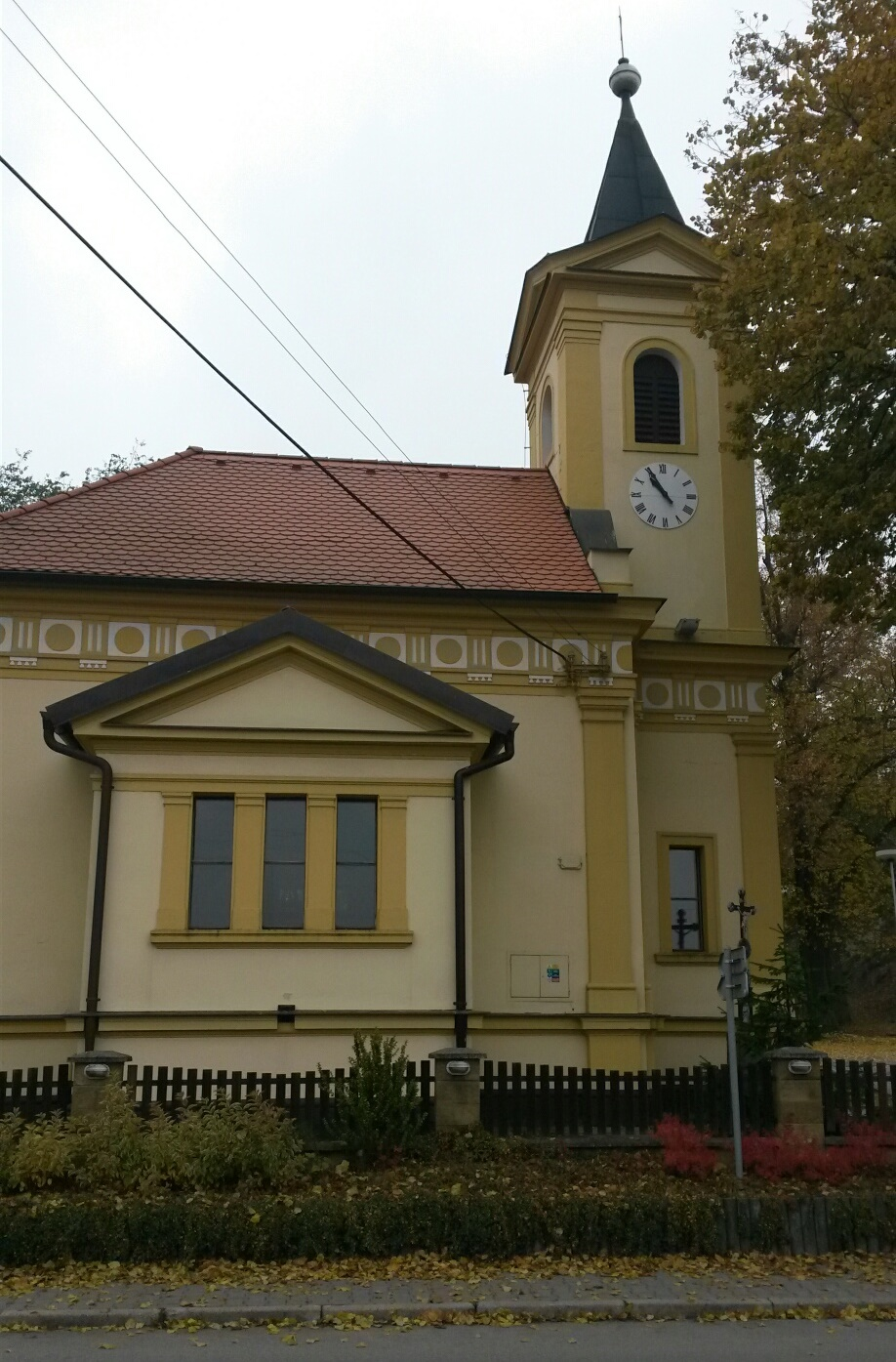
Kaple v Maršově

- Kaple Nanebevzetí Panny Marie
- Pomník obětem první světové války
- Hřbitov